# شبیه‌ساز (فیلم)
شبیه‌ساز (انگلیسی: Simulant) یک فیلم علمی تخیلی و دلهره‌آور کانادایی محصول سال ۲۰۲۳ به کارگردانی آوریل مولن با بازی سم ورثینگتون، جوردانا بروستر، رابی امل،  آلیشیا سانز و سیمو لیو است.

## تولید
فیلمبرداری در تورنتو در فوریه ۲۰۲۲  تمام شد. 

## داستان
زنی به نام فی تلاش می‌کند تا همسر تازه فوت شده خود، ایوان را با یک شبیه ساز اندروید جایگزین کند.